# Chaenorhinum macropodum
Chaenorhinum macropodum là một loài thực vật có hoa trong họ Mã đề. Loài này được Pierre Edmond Boissier và George François Reuter mô tả khoa học đầu tiên năm 1852 dưới danh pháp Linaria macropoda. Năm 1870 Johan Martin Christian Lange chuyển nó sang chi Chaenorhinum.

## Phân bố
Loài này có tại Almería, Córdoba, Granada ở miền nam Tây Ban Nha.

## Phân loài
- C. macropodum subsp. degenii (Hervier) Fern.Casas, 1971 (đồng nghĩa: C. degenii, C. macropodum var. degenii, C. robustum f. degenii)[3]